# فراشة النحاس
فراشة النحاس أو لِقْنِيَّة (الاسم العلمي:Lycaena) هي جنس من الفراشات يتبع الفصيلة النحاسية من رتبة حرشفيات الأجنحة. وهي منشرة في مناطق واسعة من العالم.